# Resolució 1813 del Consell de Seguretat de les Nacions Unides
La Resolució 1813 del Consell de Seguretat de les Nacions Unides, adoptada per unanimitat el 30 d'abril de 2008 després de reafirmar totes les resolucions anteriors del Sàhara Occidental el consell va ampliar el mandat de la Missió de Nacions Unides pel Referèndum al Sàhara Occidental (MINURSO) per un any fins al 30 d'abril de 2009.

## Resolució
El Consell va a reafirmar el seu compromís d'ajudar les parts a aconseguir una solució política justa, duradora i mútuament acceptable, que proporcionaria l'autodeterminació de la població del Sàhara Occidental.
Es va demanar a les parts que continuessin les negociacions, sota els auspicis del secretari general, amb vista a aconseguir una solució política justa, duradora i mútuament acceptable en el marc de disposicions coherents amb els principis i propòsits de la Carta de les Nacions Unides.
Es va instar els Estats membres a proporcionar contribucions voluntàries per finançar mesures que permetessin un major contacte entre familiars separats, especialment visites familiars, així com altres mesures de confiança que es poguessin acordar entre les parts.
El Consell reitera la seva crida a la cooperació entre les parts i els estats de la regió, prenent nota de la proposta marroquina presentada l'11 d'abril de 2007 al Secretari General i acull amb beneplàcit els esforços marroquins seriosos i creïbles per avançar en el procés cap a la resolució. El Consell també va prendre nota de la proposta presentada pel Secretari General el 10 d'abril de 2007 pel Front Popular per a l'Alliberament de Saguia el Hamra i el Riu d'Or (Front Polisario).
El Consell va acollir amb satisfacció l'acord de les parts expressat en el comunicat de l'enviat personal del secretari general per al Sàhara Occidental del 18 de març de 2008 per explorar l'establiment de visites familiars per terra que serien a més del programa existent per via aèria, I encoratjar-los a fer-ho en cooperació amb l'Alt Comissionat de les Nacions Unides per als Refugiats.